# M.U.L.E.
M.U.L.E. es un videojuego de estrategia económica participativo de 1 a 4 jugadores. Es un juego con muy pocos turnos, únicamente doce, que ocurren relativamente rápido, pero que introducen muy rápida y profundamente en teorías económicas y en estrategias sucias de dominación monopolística. Más que jugar con la computadora, se juega con el resto de personas en la sala, siendo muy importante vigilar los guiños de asentimiento y predecir las intenciones de los demás para poder tomar las decisiones correctas.

## Sinopsis
A Irata, un planeta nuevo repleto de riquezas por extraer, llegan los colonos y comienzan a situar sus mulas, unos artefactos quisquillosos, restos de un proyecto militar que salió mal. Se puede extraer Smithore, una especie de metal muy común, sobre todo de las montañas, con el que se fabrican las mulas en la colonia, se puedes obtener energía colocando paneles solares (mejor en la planicie), se puede poner campos de cultivo, preferentemente en el río o cerca de él, y por último, se puede crear minas de cristita, un mineral muy valioso y escaso.
En una primera jugada se eligen secciones de tierra y cada jugador sitúa su mula, especializándola en lo que cree que más le interesa, luego se realiza la producción, basada estrictamente en reglas económicas, horizontales y verticales, como la concentración. Más tarde aparece una fase de compra-venta de estos artículos, siendo algunos necesarios para la supervivencia (como la comida y la energía) mientras que otros solo los necesita la colonia (como el smithore) o son comprados para el espacio (la crística). Es aquí donde nacen las argucias más repugnantes y sucias, incluso en niños de 11 años, para hacerse con el control de una materia prima básica.. y como hay cuatro jugadores y hay cuatro materias primas... nunca es posible controlarlo todo; y las vueltas y los eventos dan mucho juego. En fin, tras la compra y venta, todo vuelve a empezar. De nuevo a elegir otro territorio para ampliar tu imperio.
Es simple, es rápido, y en muy poco tiempo de juego su complejidad crece hasta crearse situaciones verdaderamente caóticas.

## Versiones
El juego tuvo ediciones en Atari 400/800, Commodore 64, IBM PCjr, MSX-1, Nintendo Entertainment System y PC-8801 MKII.